# نشانه مارکل
نشانهٔ مارکل (انگلیسی: Markle's sign) یک نشانهٔ بالینی یک نشانهٔ بالینی است که در آن درد در ربع پایینی سمت راست شکم با آزمایش افت پاشنه (افتادن به پاشنه پا، از حالت ایستاده روی انگشتان پا) ایجاد می‌شود.
نشانهٔ مارکل در بیماران مبتلا به التهاب موضعی صفاق ناشی از آپاندیسیت حاد یافت می‌شود. نشانهٔ مارکل شبیه به تندرنس برگشتی است، اما زمانی که بیمار دارای عضلات دیواره شکم سفت باشد، ممکن است راحت‌تر ایجاد شود. درد شکم هنگام راه رفتن یا دویدن علامتی معادل است.
نخستین بار جراح آمریکایی «جرج بوشل مارکل چهارم» (۱۹۲۱–۱۹۹۹) این نشانه را در سال ۱۹۸۵ توصیف کرد.